# Liriomyza subpusilla
Liriomyza subpusilla är en tvåvingeart som först beskrevs av Malloch 1914.  Liriomyza subpusilla ingår i släktet Liriomyza och familjen minerarflugor.
Artens utbredningsområde är Taiwan. Inga underarter finns listade i Catalogue of Life.